# Saison 2 de Scooby-Doo : Agence Toutou Risques
Cet article présente le guide de la saison 2 de la série télévisée d'animation américaine Scooby-Doo : Agence Toutou Risques (A Pup Named Scooby-Doo).

## Épisode 1:Le Collier maudit
- Titre original : Curse of the Collar
- Numéro(s) : 14 (2.1)
- Scénariste(s) :
- Réalisateur(s) :
- Diffusion(s) :
  -  États-Unis : 9 septembre 1989
- Invité(es) :
- Résumé :

## Épisode 2:Le Retour du commandant Cool
- Titre original : The Return of Commander Cool
- Numéro(s) : 15 (2.2)
- Scénariste(s) :
- Réalisateur(s) :
- Diffusion(s) :
  -  États-Unis : 16 septembre 1989
- Invité(es) :
- Résumé :

## Épisode 3:L'Esprit du rock'n roll
- Titre original : The Spirit of Rock 'n' Roll
- Numéro(s) : 16 (2.3)
- Scénariste(s) :
- Réalisateur(s) :
- Diffusion(s) :
  -  États-Unis : 23 septembre 1989
- Invité(es) :
- Résumé :

## Épisode 4:Poulestein fait la une
- Titre original : Chickenstein Lives!
- Numéro(s) : 17 (2.4)
- Scénariste(s) :
- Réalisateur(s) :
- Diffusion(s) :
  -  États-Unis : 30 septembre 1989
- Invité(es) :
- Résumé :

## Épisode 5:La Nuit des burgers vivants
- Titre original : Night of the Living Burger
- Numéro(s) : 18 (2.5)
- Scénariste(s) :
- Réalisateur(s) :
- Diffusion(s) :
  -  États-Unis : 7 octobre 1989
- Invité(es) :
- Résumé :

## Épisode 6:Un robot au poil
- Titre original : The Computer Walks Among Us
- Numéro(s) : 19 (2.6)
- Scénariste(s) :
- Réalisateur(s) :
- Diffusion(s) :
  -  États-Unis : 14 octobre 1989
- Invité(es) :
- Résumé :

## Épisode 7:Scoubidou fait une fugue
- Titre original : Dog Gone Scooby
- Numéro(s) : 20 (2.7)
- Scénariste(s) :
- Réalisateur(s) :
- Diffusion(s) :
  -  États-Unis : 21 octobre 1989
- Invité(es) :
- Résumé :

## Épisode 8:Zombo la terreur
- Titre original : Terror, Thy Name is Zombo
- Numéro(s) : 21 (2.8)
- Scénariste(s) :
- Réalisateur(s) :
- Diffusion(s) :
  -  États-Unis : 28 octobre 1989
- Invité(es) :
- Résumé :